# Ystad

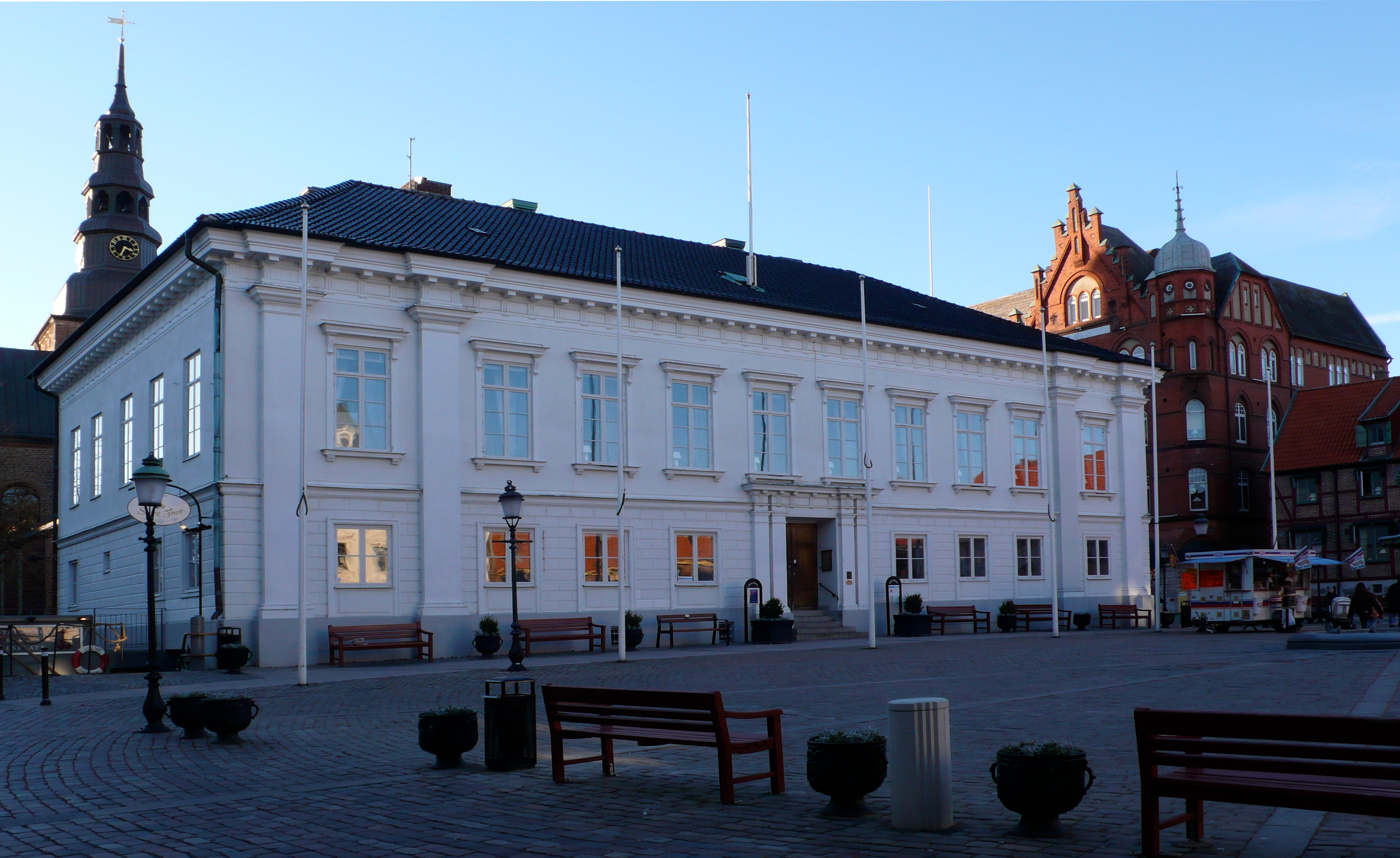
Das Rathaus

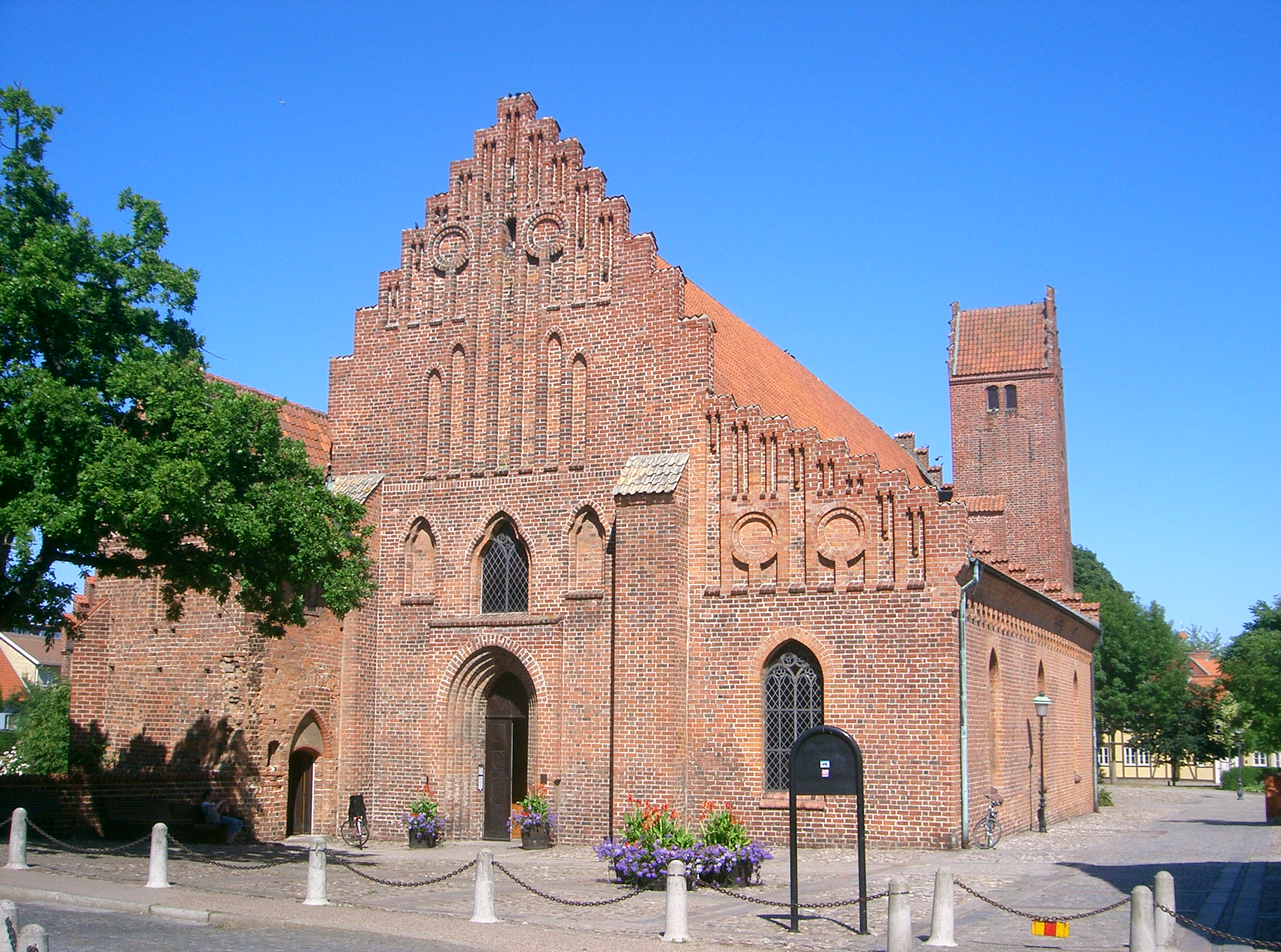
Ehem. Franziskanerkirche St. Petri

Ystad [ˈʏstɐ] oder [ˈyːˌstɑːdʰ] (deutsch, veraltet: Ystadt, dänisch, veraltet: Ysted) ist eine Stadt in der südschwedischen Provinz Skåne län und der historischen Provinz Schonen an der schwedischen Südküste. Die Stadt ist Hauptort der gleichnamigen Gemeinde.

## Geografie
Von Ystad zieht sich der Järavall, ein aus Steinen und Kies bestehender Landrücken, längs der Küste nach Trelleborg und Falsterbo hin. Er soll der „Iöravalla“ sein, der in der Völuspá (Vers 14) genannt wird.

## Geschichte
Der dänische Name Ysted wurde 1244 erstmals als „Viistatha“ in den Lunder Annalen erwähnt, doch war das Stadtgebiet bereits früher besiedelt. Im Jahr 1285 wurde der Name „Ystath“ geschrieben. Für den Namen gibt es mehrere Interpretationen. Einige meinten, das „Y“ beziehe sich auf das 3,5 km nordöstlich gelegene Kirchdorf Öja, dessen Strandgebiet Ystad sei. Eine andere Interpretation besagt, dass das Y mit „I“ im Sinne von „Isas stad“ verwechselt wurde. Andere haben vorgeschlagen, dass die Vorsilbe ursprünglich „y(r)“ war, d. h. der Name für Eibe. Eine andere Interpretation besagt, dass die Vorsilbe „Ly“ in dem Sinne war, dass die Seeleute hier in der Bucht Schutz vor rauen Winden suchten. Eine neuere Interpretation stützt sich auf die älteste Erwähnung aus dem Jahr 1244, in der die Vorsilbe das Wort Vi ist. Ein Vi war eine Opferstätte der Wikinger, die sich oft in Küstennähe befand. Im 17. Jahrhundert wurde der Name Ysted, Ystedh oder Ystæd auf Dänisch geschrieben, Ystad auf Schwedisch.
Die Ursprünge der Hauptkirche der Stadt, der Sankt-Marien-Kirche (Sankta Maria kyrka), stammen aus dem Beginn des 13. Jahrhunderts. Das 1258 gegründete Kloster Ystad der Franziskaner (Gråbröderklostret) St. Petri zählt zu den besterhaltenen mittelalterlichen Klosteranlagen in Schweden und beherbergt heute das Stadtmuseum. In der Altstadt sind viele Fachwerkhäuser aus dem 17. und 18. Jahrhundert erhalten. Die wirtschaftliche Grundlage für den Aufschwung der Stadt bildeten die Fischerei und der Handel mit Heringen, deren Vorkommen in der südlichen Ostsee im ausgehenden Mittelalter enorme Ausmaße hatte, um 1500 jedoch plötzlich drastisch abnahm.
Das Kunstmuseum Ystad wurde 1936 gegründet.

## Verkehr
Fährverkehr
Von Ystad aus bestehen Fährverbindungen zur dänischen Insel Bornholm und mit Polferries nach Świnoujście (Swinemünde) in Polen.
Von 2020 bis 2022 bestand auch eine Fährverbindung nach Sassnitz-Mukran in Deutschland mit einer Fahrzeit von ca. 2,5 Stunden.
Eisenbahn- und Busverkehr

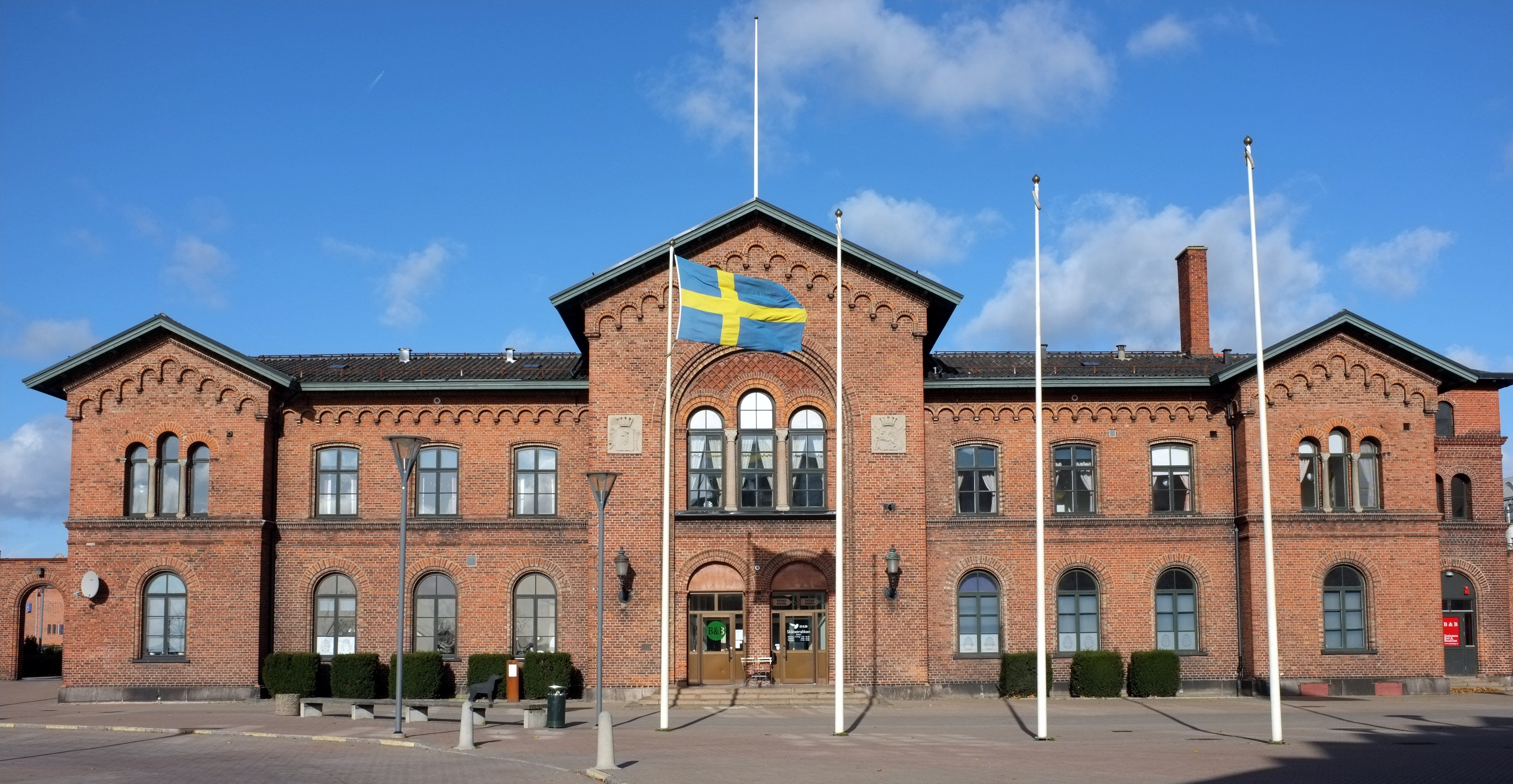
Bahnhof Ystad

Ystad ist Haltepunkt der Eisenbahnlinie Malmö–Tomelilla–Simrishamn. Bis 10. Dezember 2017 verkehrte ab Kopenhagen ein direkter InterCity-Zug nach Ystad mit Anschluss an die Fähre nach Rønne auf der Insel Bornholm.
Weiterhin gibt es eine Busverbindung zur Hafenstadt Trelleborg, von wo aus Fährverbindungen nach Świnoujście, Sassnitz, Rostock und Lübeck-Travemünde bestehen.
Fahrradverkehr
Ystad ist an einige nationale und internationale Fernradwege angeschlossen, unter anderem an den Ostseeküsten-Radweg, welcher als europäische EuroVelo-Route EV 10 die gesamte Ostsee umrundet.

## Ystad als Wallfahrtsort für Krimi-Fans
Ystad wurde durch die dort spielenden Kriminalromane von Henning Mankell mit Kommissar Kurt Wallander als fiktivem Protagonisten europaweit bekannt. Alle Plätze, Straßen und Restaurants, die in den Büchern erwähnt werden, existieren in der Realität, wie zum Beispiel das Wohnhaus Wallanders in der Mariagatan 10, ein schlichtes Gebäude aus rotem Backstein. Aus diesem Grund wurde Ystad zu Beginn der 1990er Jahre zu einem beliebten Pilgerort für Mankell-Leser. Wesentlich zur Popularität beigetragen haben auch die Verfilmungen der Kurt-Wallander-Romane, die zum Teil an den „Originalschauplätzen“ in Ystad gedreht wurden. Dieser Thematik widmet sich der größte Teil der Exponate im Besucherzentrum der Ystad-Filmstudios.

## Bauwerke
Im Zentrum der Stadt befindet sich die Sankt-Marien-Kirche. Östlich hiervon steht das Alte Rathaus. Im nördlichen Teil der Altstadt steht das heute als Museum genutzte Kloster Ystad. Als weiteres Museum ist das Kunstmuseum Ystad erwähnenswert. Weitere bedeutende Bauwerke sind das Brahe-Haus an der Stora Norregatan und das Theater an der Sjömansgatan.

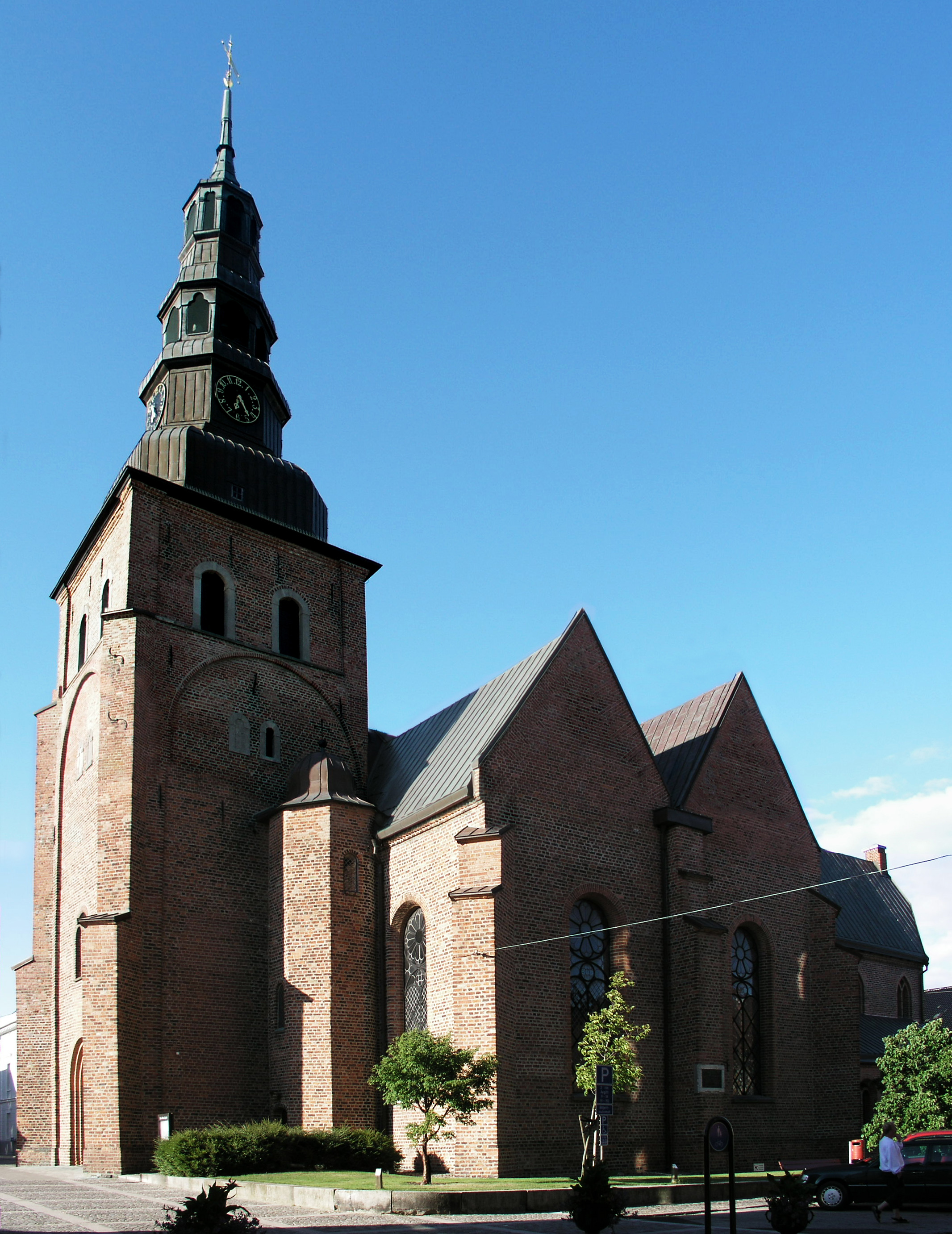
St.-Marien-Kirche
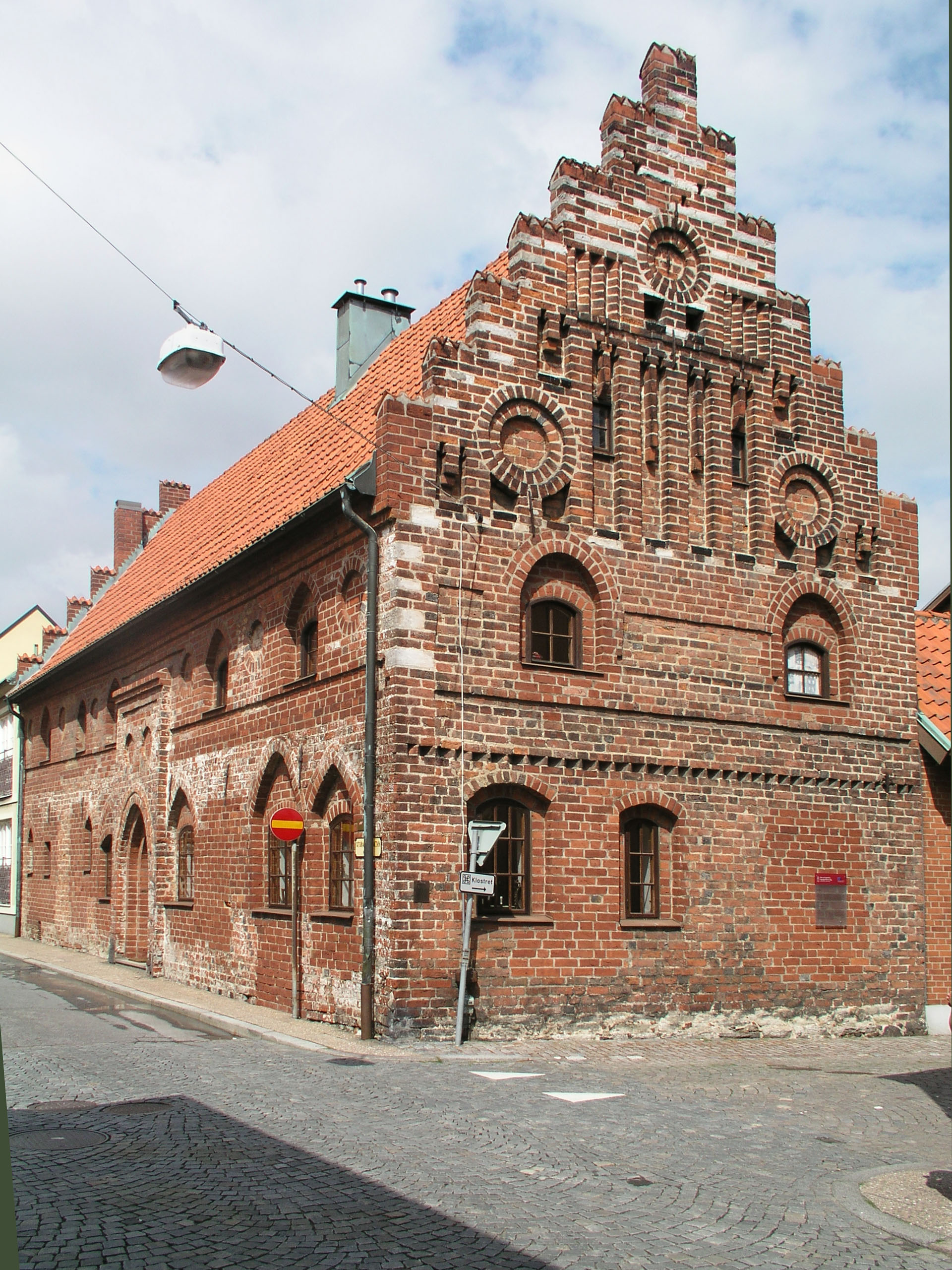
Haus Brahe Baujahr ca. 1500
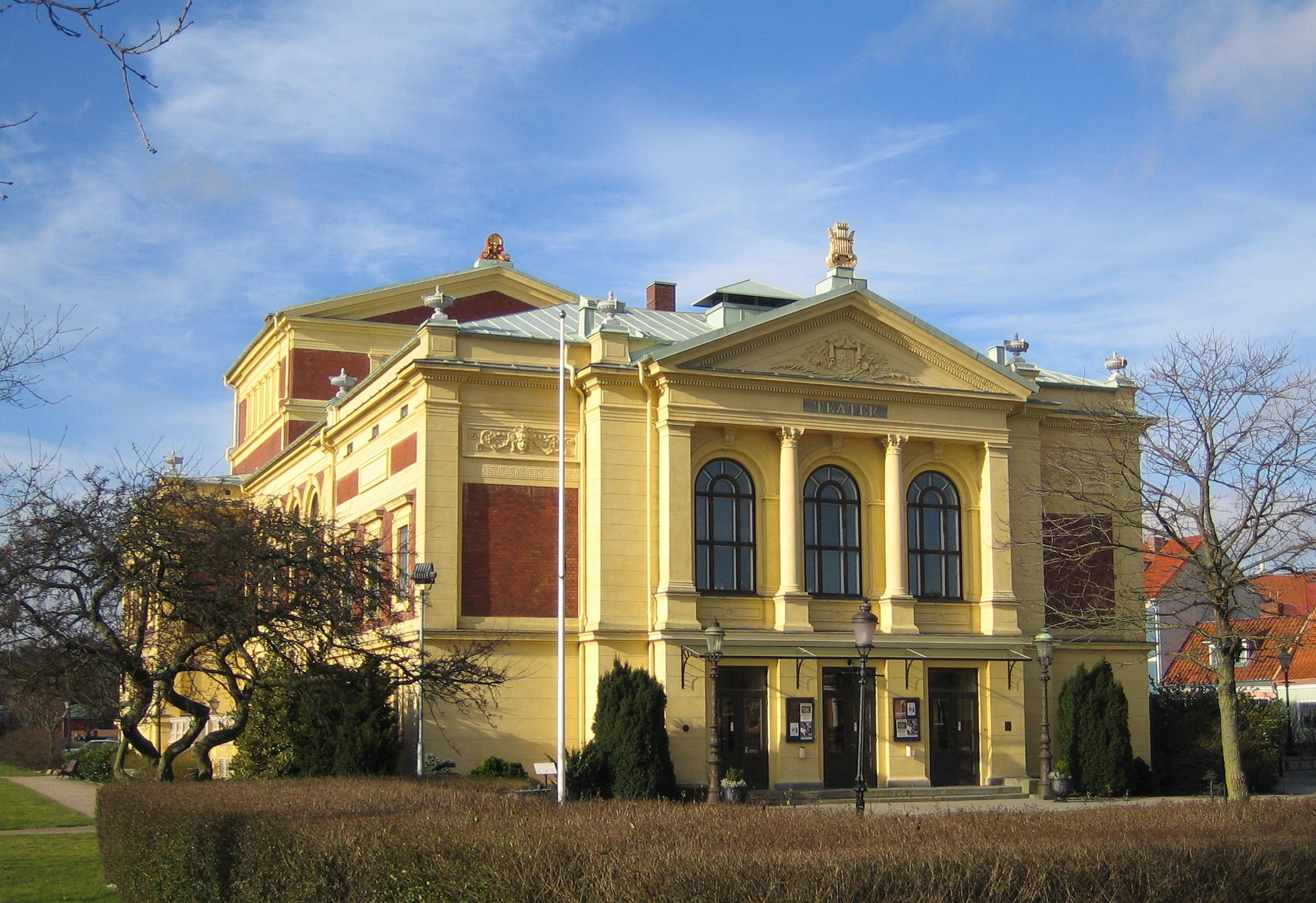
Theater Baujahr 1894

## Umgebung
- Nordwestlich von Ystad liegt die Kirche von Bjäresjö aus dem 12. Jahrhundert mit sehenswerten Wandgemälden.
- Nordöstlich liegt Örups stenhus, eine der ältesten Burgen in Schonen. Es wurde um 1490 erbaut und hat Ähnlichkeit mit Glimmingehus.
- Östlich von Ystad, in Valleberga, steht die einzige erhaltene Rundkirche in Schonen aus dem 12. Jahrhundert. Sie besitzt den gleichen Grundriss wie die dänischen Rundkirchen auf Bornholm. Den Taufstein fertigte der gotländische Steinmetz mit dem Namen Majestatis.
- Südöstlich von Ystad liegt an der Küste die Schiffssetzung Ales Stenar.
- Weiter östlich, in Backåkra, hatte der UNO-Generalsekretär Dag Hammarskjöld (1905–1961) sein Haus, das heute als Museum zugänglich ist.
- Östlich der Stadt liegt das für seinen weißen, feinen Sandstrand bekannte Gebiet Sandhammaren.
- Glimmingehus (Baubeginn 1499), etwas landeinwärts gelegen, zählt zu den am besten erhaltenen Burgen des Landes.
- Nordwestlich der Stadt liegt der Tierpark Ystad.

## Söhne und Töchter der Stadt
- Bror Christian Hoppe (1859–1937), Maler
- Anna Q. Nilsson (1888–1974), Schauspielerin
- Frans Persson (1891–1976), Turner
- Greta Molander (1908–2002), Rallyefahrerin und Schriftstellerin
- Ernst-Hugo Järegård (1928–1998), Schauspieler
- Carl-Axel Gemzell (1931–2006), Historiker
- Ivar Jacobson (* 1939), Informatiker
- Leif Hansson (* 1946), Radrennfahrer
- Lennart Gruvstedt (* 1955), Musiker
- Per Christiansson (1961–2023), Radrennfahrer
- Robert Hedin (* 1966), Handballspieler
- Robert Andersson (* 1969), Handballspieler und Handballtrainer
- Tony Hedin (* 1969), Handballspieler und Handballtrainer
- Malik Bendjelloul (1977–2014), Dokumentarfilmer
- Sebastian Seifert (* 1978), Handballspieler und Trainer
- Anders Persson (* 1982), Handballtorwart
- Lykke Li (* 1986), Sängerin
- Niclas Ekberg (* 1988), Handballspieler
- Emelie Ölander (* 1989), Fußballspielerin
- Jim Gottfridsson (* 1992), Handballspieler
- Elin Rubensson (* 1993), Fußballspielerin
- Lukas Nilsson (* 1996), Handballspieler
- Emil Hansson (* 1997), Handballspieler
- Frans Jeppsson-Wall (* 1998), Sänger
- Jonathan Svensson (* 1998), Handballspieler